# 云南忍冬
云南忍冬（学名：Lonicera yunnanensis）是忍冬科忍冬属的植物，是中国的特有植物。分布于中国大陆的四川、云南等地，生长于海拔1,750米至3,000米的地区，多生长于山坡林下及灌丛中，目前尚未由人工引种栽培。
其种加词 yunnanensis 意为“云南的”。

## 异名
- Lonicera yunnanensis Franch. var. tenuis Rehd.